# Interflug

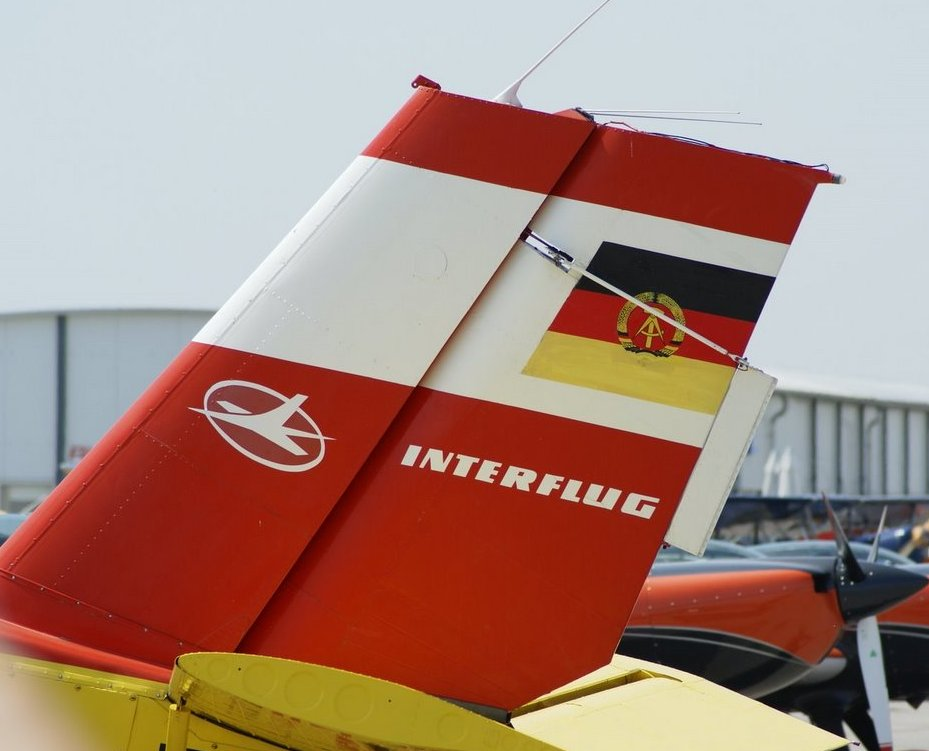

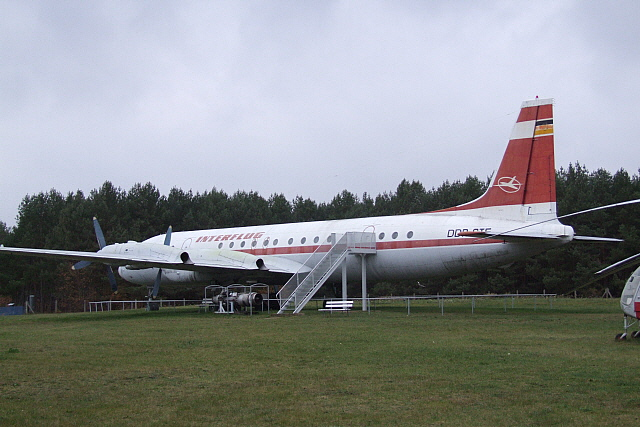
Iljusjin Il-18.

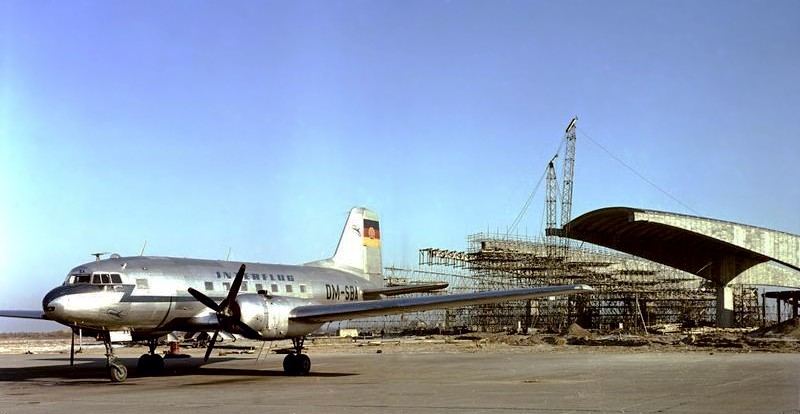

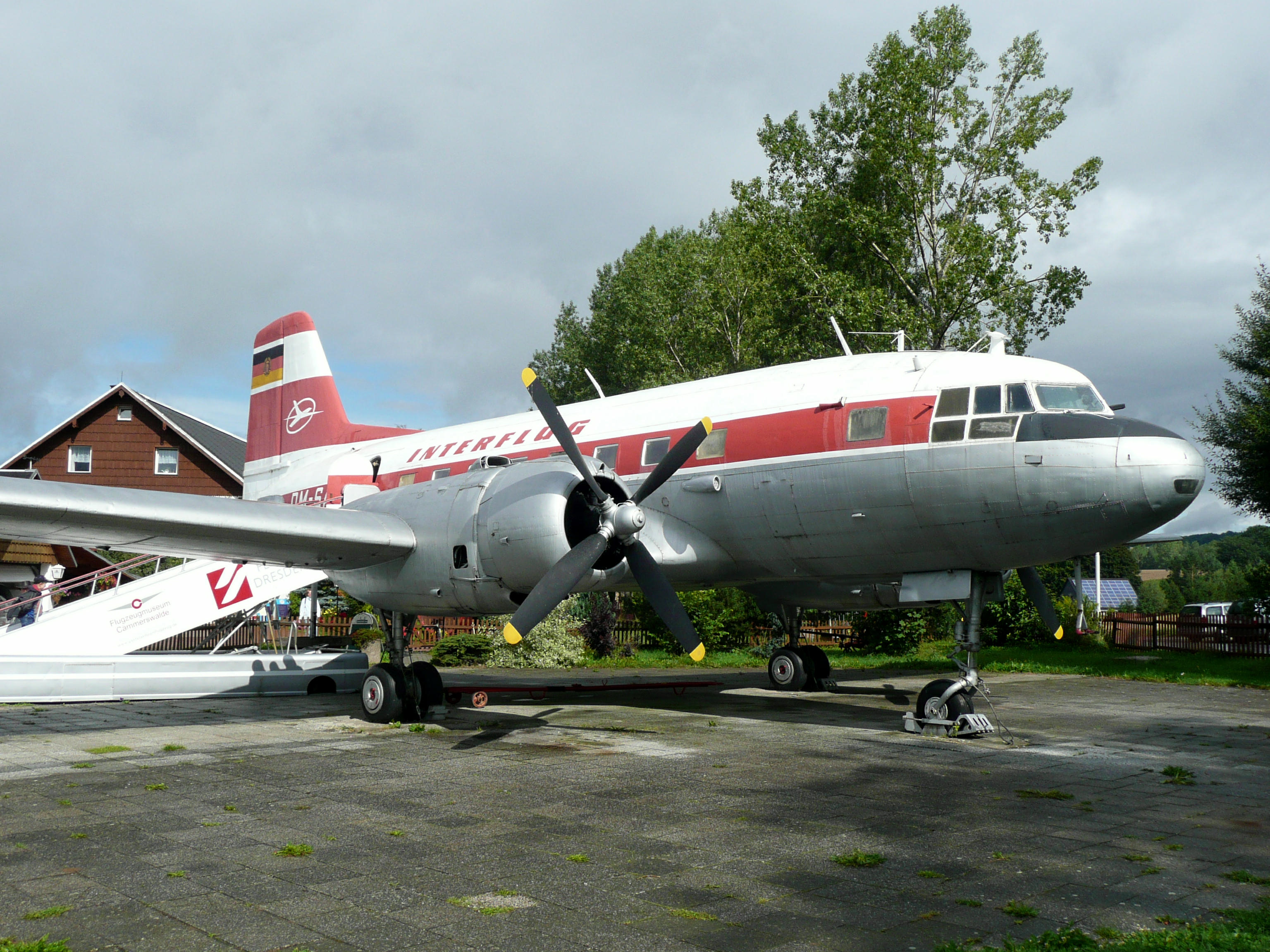

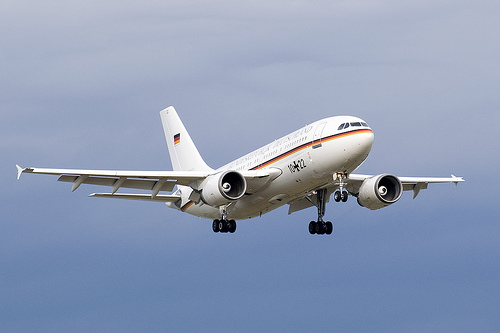
En Airbus som tidigare varit i Interflugs tjänst.

Interflug (Gesellschaft für internationalen Luftverkehr mbH) var DDR:s statliga flygbolag 1963–1991. Interflug fungerade även som paraplyorganisation för alla luftfartsaktiviteter i landet, som drift av flygplatser och flygsäkerhet. Bolaget grundades 1958 och lade ner sin verksamhet 1991. Interflug hade sitt huvudkontor på Berlin-Schönefelds flygplats.

## Historia
Interflug bildades 1958 som ett dotterbolag till östtyska VEB Deutsche Lufthansa (se Volkseigener Betrieb) avsett att bedriva chartertrafik. VEB Deutsche Lufthansas första flygning ägde rum 16 september 1955, ett knappt halvår efter att Deutsche Lufthansa i Förbundsrepubliken Tyskland inlett sin trafik. VEB Deutsche Lufthansa använde i DDR licensbyggda flygplan av typ Iljusjin IL-14P från hemmabasen på flygplatsen Schönefeld söder om Berlin.
Fram till början av 1960-talet fanns två olika Lufthansa i Västtyskland och Östtyskland. För att få ett slut på detta stämde västtyska Lufthansa sin östtyska namne inför Europadomstolen i Haag, vilka tilldömde Västtyskland rätten till namnet. DDR slog 1963 således samman VEB Deutsche Lufthansa med dotterbolaget Interflug och tog dotterbolagets namn.

## Flygplan genom åren
De ålderstigna Iljusjin Il-14 ersattes efterhand av sovjetiska modernare, turbopropdrivna Iljusjin Il-18 och Antonov AN-24. 1964 fick flygbolaget leverans av sina första jetdrivna flygplan, Tupolev Tu-124, efter ett misslyckat försökt att tillverka ett eget jetplan, Baade 152. År 1969 moderniserades flottan ytterligare i form av Tupolev TU-134, ett tvåmotorigt kort- och medeldistansflygplan motsvarande den amerikanska Douglas DC-9. År 1970 kunde man med stolthet erbjuda jet även på långlinjerna i form av Iljusjin Il-62. Under slutet av 1980-talet började TU-134 och IL-62 bli omoderna, och man beställde de nya sovjetiska Tupolev TU-204 och Iljusjin Il-96.
Det stod snart klart att dessa inte kunde levereras inom rimlig tid, varför Interflug 1988 beställde tre tysk-franska Airbus A310, ett långdistansflygplan med plats för cirka 240 passagerare. På linjen Berlin-Havanna hade Interflug och DDR sedan början problem med avhoppare (så kallad Republikflucht) under den tekniska mellanlandningen i Gander på Newfoundland. Genom att sätta in extratankar i de nya Airbusflygplanen kunde bolaget flyga nonstop och således eliminera denna risk. Bara några månader efter leveransen av A310:orna föll Berlinmuren. Under 1980-talet erbjöd man även privatcharter med tjeckiskbyggda LET-410 "Salonsflug".

## Destinationer
Linjenätet innefattade förutom trafik till vänligt sinnade nationer inom Warszawapakten och andra socialistiska länder även städerna Dresden, Erfurt, Leipzig, Barth och Heringsdorf i DDR. Inrikestrafiken lades ned 1980 på grund av bristande ekonomi. Ett fåtal städer i Västeuropa trafikerades också, till exempel Amsterdam, Atén, Bryssel, Helsingfors, Köpenhamn och Stockholm. Stockholm trafikerades två gånger per vecka med Tupolev Tu-134. Biljettkontoret låg på Vasagatan 19 och delade adress med DDR-Turistbyrå. Under Handelsmässan i Leipzig, två gånger per år, tilläts trafik mellan Öst- och Västtyskland med både Lufthansa och Interflug. 
Utanför Europa beflög Interflug exotiska destinationer såsom Addis Abeba, Bagdad, Brazzaville, Dar es-Salaam, Havanna, Hanoi, Kairo, Luanda, Maputo, Peking och Singapore. Flera av dessa destinationer beflögs även av Lufthansa, men det sägs att Interflug-besättningarna skydde västtyskarna som pesten om de råkade mötas ute i världen, mycket för att inte väcka misstanke hos Stasi. Det var bara särskilt pålitliga besättningsmedlemmar som fick flyga till väst eller andra platser där det fanns en risk att de kunde hoppa av. Säkerhetsorganisationen Stasi hade ögonen på alla piloter och all kabinpersonal.

## Interflugs övriga verksamhet
I likhet med andra flygbolag i den socialistiska världen såsom Aeroflot, Balkan Bulgarian Airlines, CSA, LOT, Malév och Tarom, var Interflug inte bara ett flygbolag utan även en hel luftfartsmyndighet. Inom ramen för Interflug ingick förutom passagerartransport även drift av DDR:s flygplatser i Berlin, Dresden, Erfurt, Leipzig, Barth och Heringsdorf motsvarande det svenska Luftfartsverket. Interflug Betrieb Flugsicherung ansvarade för flygledningen i DDR, Interflug Betrieb Agrarflug besprutade bland annat landets åkrar med diverse småflygplan och Interflug Betrieb Fotoflug utförde fotouppdrag.
Förutom de ovan nämnda passagerarflygplanen hade man en stor flotta bestående av helikoptrar av typerna Mil som Mil-8 och Kamov Ka-26. Jordbruksdivisionen flög bland annat med Zlin Z-37. Utöver detta fanns även Interflug Fliegertrainingsschule som med flygsimulatorer och skolor utbildade piloter, flygvärdinnor, flygledare och diverse andra yrkeskategorier inom flyget i DDR, och även en avdelning som handhade flygningar för regering och statsledning. 1988–1989 köptes två Tupolev Tu-154 in enkom för detta syfte men vissa perioder tidigare användes upp till 30 % av Interflugs kapacitet för dylika transporter.

## Interflug i det återförenade Tyskland
Efter DDR:s sammanbrott och Tysklands återförenande var Interflugs framtid osäker. Avsikten var att Lufthansa skulle ta över passagerartrafiken men affären föll igenom liksom planerna på att slå samman Interflug med Lufthansas charterbolag Condor och bilda InterCondor. Det naturliga passagerarunderlaget bestående av diplomater, statstjänstemän och militärer försvann över en natt när DDR upphörde den 3 oktober 1990. Efter ett år då Interflug huvudsakligen flög charter för västtyska resebyråer valde man att upphöra med verksamheten den 27 april 1991. 
Flygplanen såldes tillbaka till Sovjetunionen bortsett från ett antal Tupolev Tu-134, Tupolev Tu-154 och Iljusjin Il-62 som överfördes till Luftwaffe, det tyska flygvapnet. Efter några år som transportflygplan såldes även dessa. De tre A310:or som nyligen levererats gjordes om till statsflygplan för Förbundsrepubliken Tyskland och används till detta än idag, nu med beteckningarna 10+21, 10+22 och 10+23. Försök att låta Interflug fortleva i privat regi under namnet BerLine misslyckades. 
Interflugs tekniska avdelning och lokaler övertogs av Lufthansa som etablerade en verkstadsbas på Schönefeld redan 1991. Även flygskolan övertogs och döptes om till Lufthansa Flight Training Berlin. Så gott som samtliga anställda i båda dessa divisioner fick nya jobb i Lufthansa och finns i de flesta fall kvar där än idag. Av pilotkåren fick endast ett fåtal anställning i Lufthansa. De som valde att fortsätta sin flygarbana gjorde det i stället hos något av de tyska charterbolagen, till exempel Condor, Hapag-Lloyd och Germania.